# Vasszécseny, Vas
Vasszécseny  este un sat în districtul Szombathely, județul Vas, Ungaria, având o populație de 1.429 de locuitori (2011). 

## Demografie
Componența etnică a satului Vasszécseny
     Maghiari (97,68%)
     Germani (1,44%)
     Necunoscut (0,32%)
     Alții (0,56%)
Componența confesională a satului Vasszécseny
     Romano-catolici (70,82%)
     Fără religie (2,73%)
     Reformați (1,33%)
     Luterani (1,12%)
     Necunoscută (23,79%)
     Atei (0,21%)
     Alte religii (0,7%)
Conform recensământului din 2011, satul Vasszécseny avea 1.429 de locuitori. Din punct de vedere etnic, majoritatea locuitorilor (97,68%) erau maghiari, cu o minoritate de germani (1,44%). Apartenența etnică nu este cunoscută în cazul a 0,32% din locuitori.  Din punct de vedere confesional, majoritatea locuitorilor (70,82%) erau romano-catolici, existând și minorități de persoane fără religie (2,73%), reformați (1,33%) și luterani (1,12%). Pentru 23,79% din locuitori nu este cunoscută apartenența confesională.